# The Girl Can't Help It
The Girl Can't Help It is een Amerikaanse filmkomedie uit 1956 onder regie van Frank Tashlin. Het scenario is gebaseerd op de roman Do Re Me van Garson Kanin en was aanvankelijk bedoeld om Jayne Mansfield voor het voetlicht te brengen. Als subplot zou de film een satire bevatten op de nieuwe muziekcultuur, rock-'n'-roll. Deze subplot was echter onbedoeld verantwoordelijk voor het enorme succes van de film. Jongeren over de hele wereld wilden eigenlijk alleen de optredende rock-'n'-rollartiesten zien.

## Verhaal
De misdadiger Marty Murdock is ervan overtuigd dat zijn vriendinnetje Jerri Jordan een grote carrière voor zich heeft als zangeres. Behalve Murdock zijn er weinig mensen die het met hem eens zijn omdat Jordan niet kan zingen. De crimineel huurt echter publiciteitsagent Tom Miller in om Jordan verder te helpen. Miller gaat aan het werk en hij krijgt het voor elkaar dat Jerri wordt ingehuurd door diverse nachtclubs. Hij ontdekt echter ook dat Jerri Jordan liever een huisvrouw wil zijn en probeert Murdock te overtuigen dat zijn vriendin niet thuishoort in de muziekindustrie. Murdock heeft echter een liedje geschreven en volgens hem is Jerri perfect voor het geluid van het fluiten van de trein.
Miller neemt het liedje op en probeert het te slijten aan Wheeler, een rivaal van Murdock, die de macht heeft over de jukeboxen in het land. Intussen ontstaat er ook wederzijdse aantrekkingskracht tussen Miller en Jordan, hetgeen het nodige wantrouwen bij Murdock wekt. Ondertussen is Wheeler erg enthousiast over het liedje tot hij hoort wie het geschreven heeft en hij gooit Miller uit zijn kantoor. Een woedende Murdock bewerkt nu eigenaren van horecazaken om het nummer toch toe te laten in hun jukeboxen.
Wheeler besluit uit wraak Murdock te vermoorden. Jerri Jordan verklaart intussen haar liefde aan Miller, die bevreesd is dat Murdock hem te grazen zal nemen. De crimineel is echter niet van plan met zijn vriendin te trouwen en wenst Miller en Jordan veel geluk. Het blijkt nu ook dat Jerri Jordan wel kan zingen en dat ze al die tijd heeft gedaan alsof het niet zo was. Als de moordenaars van Wheeler arriveren, duwt Miller Murdock het toneel op in de hoop dat het grote aantal getuigen hen zal weerhouden van moord. Murdock zingt zijn liedje en het publiek is laaiend enthousiast. De reactie van het publiek is een verrassing voor Wheeler, die zijn moordenaars terugfluit en Murdock een contract laat tekenen.

## Rolverdeling
| Acteur          | Personage     |
| --------------- | ------------- |
| Tom Ewell       | Tom Miller    |
| Jayne Mansfield | Jerri Jordan  |
| Edmond O'Brien  | Marty Murdock |
| Julie London    | Zichzelf      |
| Ray Anthony     | Zichzelf      |
| Barry Gordon    | Barry         |
| Henry Jones     | Mousie        |
| John Emery      | Wheeler       |
| Juanita Moore   | Hilda         |
| Fats Domino     | Zichzelf      |
| The Platters    | Zichzelf      |
| Little Richard  | Zichzelf      |
| Gene Vincent    | Zichzelf      |
| The Treniers    | Zichzelf      |
| Eddie Fontaine  | Zichzelf      |

## Filmmuziek
De volgende nummers zijn in de film te horen:
1. The Girl Can't Help It van Little Richard
2. Tempo's Tempo van Nino Tempo
3. My Idea of Love van Johnny Olenn
4. I Ain't Gonna Cry No More van Johnny Olenn
5. Ready Teddy van Little Richard
6. She's Got It van Little Richard
7. Cool It Baby van Eddie Fontaine
8. Cinnamon Sinner van Teddy Randazzo and the Three Chuckles
9. Spread the Word van Abbey Lincoln
10. Cry Me a River van Julie London
11. Be-Bop-A-Lula van Gene Vincent and His Blue Caps
12. Twenty Flight Rock van Eddie Cochran
13. Rock Around the Rockpile van Ray Anthony Orchestra
14. Rocking Is Our Business van The Treniers
15. Blue Monday van Fats Domino
16. You'll Never, Never Know van The Platters
17. Every Time You Kiss Me  van een onbekende zangeres, playback van Jayne Mansfield
18. Giddy Up Ding Ding van Freddy Bell & The Bell-Boys

## Achtergrond
De film was bedoeld als de eerste grote sterrenrol van Jayne Mansfield. De film werd echter populair door het optreden van verschillende rock-'n-rollbands en artiesten. Vooral buiten de VS was de film vaak de enige manier om deze artiesten te zien. John Lennon en Paul McCartney zagen de film los van elkaar in Liverpool in de zomer van 1957. McCartney werd door Lennon opgenomen in de Quarrymen (voorloper van de Beatles) toen hij de akkoorden die hij Eddy Cocrane had zien maken bij Twenty Flight Rock perfect kon reproduceren. De film laat ook zien hoe in die tijd een liedje een hit werd: niet zo zeer door de radio, maar door het afspelen in jukeboxen. Jukeboxen stonden in bars, ijssalons, hamburgertenten, overal waar maar jongeren kwamen. Aangezien de eigenaar via de jukebox kon bijhouden hoe vaak een nummer werd afgespeeld, kon hij minder populaire liedjes vervangen door hits.

## Productie
De film werd opgenomen in de 20th Century Fox-studio in Century City, Los Angeles. De opnamen begonnen halverwege september 1956, net nadat Jayne Mansfield haar laatste optreden had gedaan in de succesvolle Broadwayproductie "Will Success Spoil Rock Hunter?". De film was net op tijd klaar voor het kerstseizoen van 1956. Aanvankelijk was Elvis Presley ook gevraagd voor de film, maar zijn impresario Tom Parker vroeg te veel geld. Ondanks alle geruchten en mythevorming zijn ook Bill Haley & His Comets niet te zien in The Girl Can't Help It.